# كلية الطب البيطري (مونتريال)
كلية الطب البيطري (بالإنجليزية: Faculty of Veterinary Medicine (Montréal ))‏ ضمن جامعة مونتريال هي واحدة من عدد قليل من كليات الطب البيطري في كندا. وهي الكلية البيطرية الوحيدة باللغة الفرنسية في أمريكا الشمالية. الكلية هي جزء من جامعة مونتريال تقع في سان هياسنت، كيبيك بالقرب من مونتريال.
كانت الكلية البيطرية في أوكا، كيبيك قبل أن تنتقل إلى سان هياسنت في عام 1947. تشكل الكلية البيطرية جزءًا من مركز تربوي زراعي بيطري يديره الترابيست (بالإنجليزية: Trappists)‏. يتم تمويل هذا المركز من قبل وزارة الزراعة في كيبيك.